# Stanisław Maczek
El general Stanisław Maczek (Leópolis, Ucrania, 31 de marzo de 1892-Edimburgo, Escocia, Reino Unido, 11 de diciembre de 1994) fue el último comandante del I Cuerpo de Ejército Polaco, bajo las órdenes del mando Aliado. Anteriormente había dirigido la famosa 1.ª División Polaca Acorazada.
Veterano de la I Guerra Mundial, las Guerra Polaco-Ucraniana y la Guerra Polaco-Soviética, es conocido como el mejor comandante de división Acorazada durante la II Guerra Mundial.
El entonces coronel Maczek dirigió la 10.ª Brigada de Caballería Motorizada durante los primeros días de la II Guerra Mundial, donde perdió a la mitad de sus hombres, aunque no perdió ni una sola batalla.
Tras la derrota de Polonia frente a Alemania y la Unión Soviética, se refugió en Francia, donde dirigió el recreado Ejército Polaco. Preparó un informe detallado de las nuevas tácticas alemanas, su uso, efectividad y posibles precauciones para el ejército francés. Sin embargo, el personal francés hizo caso omiso de este informe, que fue capturado por los alemanes, sin abrir.
Durante la batalla de Francia, el general de brigada Maczek lideró una brigada polaca contra las fuerzas alemanas, pero no obtuvo resultados positivos. Cuando la derrota era segura, dispersó a sus hombres para que escaparan en pequeños grupos de Europa. Por su parte, él escapó al Reino Unido.
Desde su llegada al Reino Unido, estuvo trabajando en el entrenamiento de las tropas polacas que habían escapado, y en febrero de 1942 obtuvo el permiso para formar a la 1.ª División Polaca Acorazada. A finales de julio de 1944, la división fue enviada al frente de Normandía, adjuntos al 1.º ejército canadiense. Sus hombres participaron en la operación Totalise, y por lo tanto, participaron en la creación de la bolsa de Falaise.
Después de liberar Francia, las tropas polacas bajo su mando cruzaron Bélgica y los Países Bajos, y finalmente entraron a Alemania, donde capturaron el puerto de Wilhelmshaven. Allí, el general Maczek recibió la rendición de la guarnición, así como la rendición de 200 barcos de la Kriegsmarine. Al finalizar la guerra en Europa, Maczek fue promovido a mayor general, y comandó el I Cuerpo Polaco bajo el mando Aliado hasta su desmovilización en 1947.
Después de la guerra, el gobierno de la Polonia comunista le negó la ciudadanía a Maczek, que tuvo que permanecer en el Reino Unido. Allí, las autoridades británicas no lo reconocieron como soldado aliado, y le negaron sus derechos de soldado y su pensión. Para mantenerse, tuvo que trabajar como cantinero en Edimburgo hasta los años 1960.
Murió a los 102 años de edad y fue enterrado junto con sus hombres en el Cementerio Militar Polaco de Breda, en los Países Bajos.